# میدتاون (تنسی)
میدتاون(به انگلیسی: Midtown) شهری در ایالت تنسی کشور ایالات متحده آمریکا است که جمعیت آن در سرشماری سال ۲۰۱۰ میلادی، ۱٬۳۶۰ نفر بوده‌است.